# Ignaz von Döllinger
Pour les articles homonymes, voir Dollinger.
Johann Joseph Ignaz von Döllinger ou Ignace von Dollinger, né le 28 février 1799 à Bamberg (Principauté épiscopale de Bamberg), mort le 14 janvier 1890 à Munich, est un prêtre, historien de l'Église et théologien allemand.

## Biographie
Ordonné prêtre en 1822, Ignaz von Döllinger enseigne la théologie à l'université de Munich à partir de 1828. Ultramontain dans sa jeunesse, il est alors proche de Félicité de Lamennais et des catholiques libéraux français, dont il salue les efforts pour réconcilier l'Église catholique et la société moderne. Il reçoit en 1832 Lamennais et ses amis Lacordaire et Montalembert à Munich. Fermement opposé au protestantisme, dont il combat l'influence en Bavière, il entre en relations en 1842 avec les théologiens britanniques du Mouvement d'Oxford, notamment Edward Pusey et James Hope-Scott, qui tentent alors de concilier anglicanisme et catholicisme. C'est probablement après une visite en Angleterre et des échanges avec Nicholas Wiseman, président de Oscott College, que le jeune John Emerich Edward Dalberg-Acton le rejoindra en 1850 à Munich, pour y suivre ses cours.
Après la proclamation du dogme de l'Immaculée Conception en 1854, et surtout, après les combats pour l'indépendance de l'Italie en 1861, opposé au maintien du pouvoir temporel du pape, Döllinger abandonne les théories ultramontaines. En 1863, il invite cent théologiens à Malines, afin de débattre de la question de l'attitude de l'Église par rapport aux idées modernes. Son discours au congrès de Malines est une déclaration de guerre au parti ultramontain. Après quatre jours de débats, les interventions prononcées au congrès s'orientant d'une manière de plus en plus libérale, le pape Pie IX ordonne la clôture du congrès, et, le 8 décembre 1864, publie le Syllabus, qui liste un certain nombre de propositions erronées du libéralisme, qui suscite l'opposition de Döllinger.
Döllinger prend ensuite la tête des opposants à la proclamation du dogme de l'infaillibilité pontificale dans le cadre du Kulturkampf. En 1870, pendant le Premier concile du Vatican, Döllinger et d'autres théologiens allemands, professeurs à l'université de Munich comme lui, protestent contre les travaux du Concile. Döllinger rassemble en août 1870 un congrès en Bavière, qui émet une résolution opposée aux décrets du Vatican. Mais l'archevêque de Munich lui ordonne finalement de se soumettre à l'autorité du concile. Le 28 mars 1871, Döllinger refuse et affirme dans une lettre adressée à son évêque : « En tant que chrétien, en tant que théologien, en tant qu'historien et en tant que citoyen, je ne peux accepter cette doctrine. »
En réponse, l'archevêque de Munich, Mgr von Scherr, l'excommunie. Ceci soulève une forte émotion au sein de l'université, et, soutenu par ses pairs, par les universités d'Oxford, d'Edimbourg, de Marburg et de Vienne, il est élu recteur de l'université de Munich.
Le clergé bavarois, opposé au nouveau dogme, invite alors Monseigneur Loos, évêque de l'Église vieille-catholique des Pays-Bas, qui existait depuis plus de 150 ans en marge de la papauté, et le reçoit de manière triomphale. Les évêques vieux-catholiques hollandais déclarent qu'ils sont prêts à consacrer un évêque en Bavière. Döllinger refuse la proposition, et se retire du nouveau mouvement vieux-catholique de Bavière, coupant net sa progression en Allemagne. En 1878, il condamne l'autorisation donnée aux prêtres vieux-catholiques de Bavière de se marier.
Il consacre la fin de son existence au développement du dialogue entre l'Église anglicane, l'Église vieille-catholique et certaines Églises orientales. Il est enterré à l'ancien cimetière du Sud (Munich).

## Publications
- Geschichte der christlichen Kirche, 2 vol., 1833-36.Cet ouvrage a été traduit en français par Alexis Giraud-Teulon.
- Die Reformation, 3 vol., 1846-48.
- Hippolytus und Kallistus oder die römische Kirche in der ersten Hälfte des 3. Jahrhunderts, 1853.
- Christentum und Kirche ..., 1860.
- Kirche und Kirchen, Papsttum und Kirchenstaat, 1861.
- Die Papstfabeln des Mittelalters, 1863.
- Die Juden in Europa, 1881.
- Geschichte der Moralstreitigkeiten in der röm.-kath. Kirche seit dem 16. Jh., avec F. H. Reusch, 2 vol., 1889.